# Zabrachia occidentalis
Zabrachia occidentalis is een vliegensoort uit de familie van de wapenvliegen (Stratiomyidae). De wetenschappelijke naam van de soort is voor het eerst geldig gepubliceerd in 1983 door Rozkosny & Baez.